# 静波海岸

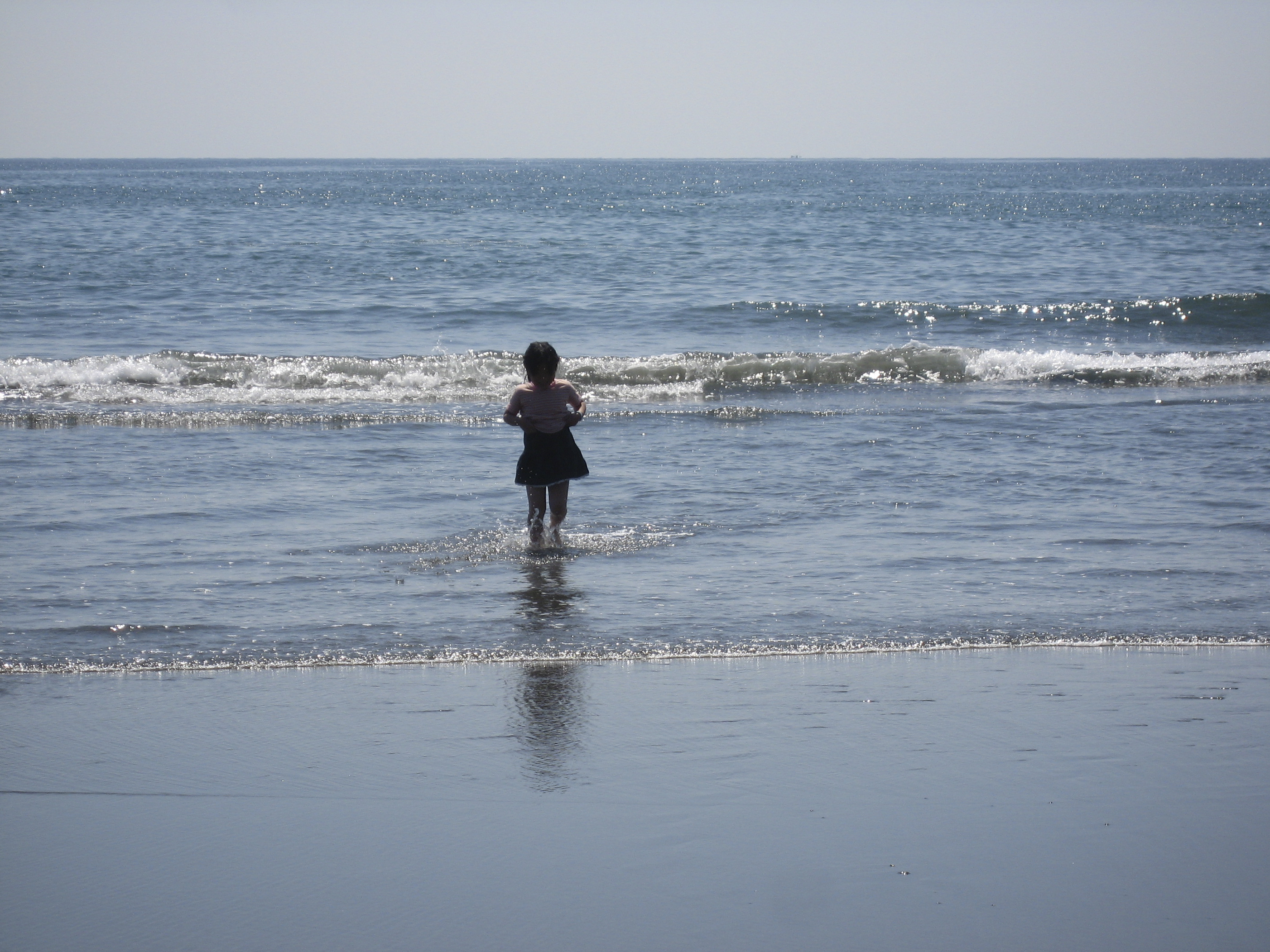
静波海岸

静波海岸（しずなみかいがん）とは、静岡県牧之原市の勝間田川河口の東に位置し、駿河湾に面した海岸。

## 概要
遠浅で波静かなことから、夏には県内外から家族連れをはじめとした多くの海水浴客でにぎわう。また、点在するサーフスポットも有名で、一年を通してサーフィン客が絶えない。全国大会も開催される。毎年7月最終金曜日にはしずなみ海水花火大会が行われる。
1989年（平成元年）6月に初代「自由の女神像」（環境美化啓蒙塔）が設置された。しかし、塔内部の腐食により一代目「自由の女神像」は1995年（平成7年）6月に撤去された。初代「自由の女神像」については塔の素材が特殊で処分費用が高くなるおそれがあったが、無償で引き取る申出があり、修復されて牧之原市細江（東福田）の道路脇に設置されている。
静波海岸には1997年（平成9年）3月に2代目「自由の女神像」（歓迎塔兼環境美化啓蒙塔）が設置された。